# کاتارینا بریختووا
کاتارینا بریختووا (انگلیسی: Katarína Brychtová؛ ۲۲ مهٔ ۱۹۶۷ – ) بازیگر و مجری تلویزیون اهل کشور اسلواکی است.